# Scinax wandae
A Scinax wandae a kétéltűek (Amphibia) osztályának békák (Anura) rendjébe és a levelibéka-félék (Hylidae) családjába tartozó faj.

## Előfordulása
A faj Kolumbiában és Venezuelában él. Természetes élőhelye a nedves szavannák, szubtrópusi vagy trópusi időszakosan nedves vagy elárasztott síkvidéki rétek, édesvizű mocsarak, időszakos édesvizű mocsarak, legelők, pocsolyák, öntözött földek, időszakosan elárasztott mezőgazdasági területek, csatornák, árkok.